# Marko Grujić
 Marko Grujić (serbisk: Марко Грујић; født 13. april 1996) er en serbisk fodboldspiller, der spiller som midtbane for Hertha Berlin, hvortil han er på leje fra Liverpool.

## Karriere

### Røde Stjerne Beograd
Han fik sin professionelle debut for Røde Stjerne Beograd den 26. maj 2013 i en kamp i Superliga Srbije imod Vojvodina. Den 10. maj 2015 blev det rapporteret af det serbiske nyhedsmedie Blic, at de havde insiderinformation om, at Hamburger SV havde til hensigt at byde €1.5 million for Grujić. En uge senere, den 17. maj 2015, skrev Grujić under på en treårig kontrakt med Røde Stjerne Beograd.

### Liverpool F.C.
Den 6. januar 2016 blev det bekræftet, at Marko Grujić havde skrevet under på en aftale med Liverpool. Han blev med det samme lånt tilbage til Røde Stjerne Beograd for resten af sæsonen.